# Bishop's Falls
Bishop's Falls es un pueblo canadiense situado en la provincia de Terranova y Labrador.

## Superficie
Bishop's Falls tiene una superficie de 26,38 km².

## Demografía
En 2021, tenía 3082 habitantes, una densidad poblacional de 116,8 hab./km², y 1540 viviendas.